# 瓦尔特·迪斯纳
瓦尔特·迪斯纳（德語：Walter Dießner，1954年12月26日—），德国男子赛艇运动员。他曾代表东德参加1976年和1980年夏季奥林匹克运动会赛艇比赛，获得一枚金牌和一枚银牌。

## 家庭
孪生兄弟乌尔里希·迪斯纳。